# Roberto Cifuentes Parada
Roberto Cifuentes Parada (ur. 21 grudnia 1957 w Santiago) – chilijski szachista, w latach 1992–2001 reprezentant Holandii, obecnie – Hiszpanii, arcymistrz od 1991 roku.

## Kariera szachowa
W latach 80. należał do grona najlepszych chilijskich szachistów, pięciokrotnie z rzędu (1982 - 1986) zdobywając tytuł mistrza kraju oraz siedmiokrotnie (1978 - 1990) reprezentując barwy narodowe na szachowych olimpiadach. Po raz ósmy w turnieju olimpijskim wystąpił w roku 2004, w drużynie hiszpańskiej. Poza tym dwukrotnie wystąpił w drużynowych mistrzostwach państw panamerykańskich, zdobywając cztery medale: dwa wraz z drużyną (srebrny - 1987, brązowy - 1985) oraz dwa indywidualnie (złoty - 1985, brązowy - 1987). W roku 1993 zdobył w Eindhoven srebrny medal indywidualnych mistrzostw Holandii.
Wielokrotnie brału dział w międzynarodowych turniejach, sukcesy odnosząc m.in. w Casildzie (1984, I m.), Dieren (1987, I m.), Rio Hondo (1987, II m. za Michaiłem Talem), Groningen (1990, dz. II m. za Eckhardem Schmittdielem, z m.in. Władimirem Jepiszynem, Curtem Hansenem, Lwem Psachisem, Olegiem Romaniszynem i Artaszesem Minasianem), Wijk aan Zee (1991, turniej B, III m. za Alfonso Romero Holmesem i Friso Nijboerem), Terrassie (1994, dz. II m. za Jordim Magemem Badalsem), Castillo de Aro (1994, dz. I m. z m.in. Juanem Manuelem Bellonem Lopezem), Matanzas (1995, memoriał Jose Raula Capablanki (1995, III m. za Anthony Milesem i Loekiem van Wely), Manresie (1996, I m.), Wijk aan Zee (1997, turniej B, dz. III m. za Friso Nijboerem i Paulem van der Sterrenem, z Etienne Bacrotem), Dos Hermanas (2000, dz. I m. z Hristosem Banikasem), Sewilli (2001, I m.), Pampelunie (2003, dz. I m. z Iwanem Czeparinowem i Władysławem Borowikowem), Dos Hermanas (2003, turniej B, I m. z Javierem Moreno Carnero) oraz w San Sebastián (2008, dz. II m. za Ivanem Salgado Lopezem, z Kevinem Spraggettem, Pablo San Segundo Carrillo, Salvadorem Gabrielem Del Río Angelisem i Alberto Andresem Gonzalezem).
Najwyższy ranking w karierze osiągnął 1 lipca 1997 r., z wynikiem 2555 punktów dzielił wówczas 5-6. miejsce wśród holenderskich szachistów.